# تيد ماسون (منافس ألعاب قوى)
تيد ماسون (بالإنجليزية: Ted Mason)‏ هو منافس ألعاب قوى بريطاني، ولد في 30 يناير 1979.